# Kung Fu Records
Kung Fu Records es una sello discográfico independiente fundado en 1996 por el bajista y el guitarrista de The Vandals, Joe Escalante y Warren Fitzgerald, con sede en Seal Beach, California. Sus comienzos estuvieron originados por un encargo de la banda californiana Assorted Jelly Beans. Después, el sello comenzó a hacerse un hueco entre el mercado punk rock local y alcanzó cierto éxito con bandas como The Ataris, Tsunami Bomb y los propios Vandals. La popular banda de San Diego blink-182 relanzó y remasterizó una de sus primeras casetes mediante Kung Fu, lo que significó un impulso importante.
Kung Fu Records está especializada en música punk rock y consta también de otras divisiones como Kung Fu Films.

## Historia
La historia del sello se remonta a 1996, cuando la esposa de Joe Escalante, bajista de The Vandals, convenció a este para que contratara como teloneros a la banda de Riverside, California Assorted Jelly Beans. Tanto Escalante como Warren Fitzgerald, guitarrista también en Vandals, quedaron impresionados con la actuación de la banda y decidieron crear un sello discográfico con la principal idea de lanzar los discos de su nueva banda apadrinada.
El nombre del sello tiene su origen en el Kung Fu San Soo, un arte marcial chino que estuvo aprendiendo Escalante, y su primer lanzamiento fue un split en 7" de los Vandals con los propios Assorted Jelly Beans. El álbum debut de esta banda fue el segunda lanzamiento de Kung Fu, seguido de la banda sonora de la película Glory Daze, interpretada por Ben Affleck, y que incluía grupos californianos de gran éxito en ese momento como NOFX, Bad Religion, y Bouncing Souls. Poco después se lanzó Oi to the World!, un álbum navideño de los Vandals.
Al año siguiente, la banda amplió su catálogo de bandas con The Ataris, que lanzaron su primer disco con Kung Fu, Anywhere but Here, alcanzando un relativo éxito entre los seguidores del punk pop. En 1998, la popular banda blink-182 relanzó y remasterizó Buddha mediante Kung Fu. The Vandals conocieron a blink-182 en un concierto junto a Unwritten Law y los ayudaron a crecer en la escena punk de San Diego gracias a que fueron incluidos en muchos de los conciertos de The Vandals. Blink-182 no pudo comenzar una gira con Vandals pero años más tarde les recompensaron su apoyo lanzando el mencionado Buddha y convirtiéndose en uno de los discos más vendidos en la historia de Kung Fu. Se trataba de uno de los primeros casetes grabados por la banda, lanzado originalmente en 1993. Un año más tarde, en 1999, el sello lanza su primer disco recopilatorio, No Stars, Just Talent, con bandas como los propios blink-182, The Ataris, The Vandals, Bigwig o Assorted Jelly Beans.
The Vandals lanza algunos álbumes mediante Kung Fu, dos para ser más exactos, ya que en ese momento militaban en Nitro Records, el sello de Dexter Holland. El primero de ellos en 1997, Sweatin' to the Oldies: The Vandals Live, un álbum en directo remasterizado ya que fue lanzado originalmente en 1991 por Triple X Records. En 2000 hacen lo mismo con Fear of a Punk Planet, el tercer disco de estudio de Vandals, que fue puesto a la venta diez años antes, también por Triple X. Tras cinco años y cuatro álbumes, los Vandals rompen su contrato en 2000 con Nitro y en 2002 lanzan su primer álbum de estudio con Kung Fu, Internet Dating Superstuds. Desde ese momento hasta el presente, The Vandals lanza todos sus trabajos con Kung Fu Records.
Actualmente, el sello no goza de demasiado éxito ya que Escalante ha orientado más los esfuerzos hacia Kung Fu Films. Aun así, el sello lanzó en 2002 el recopilatorio Punk Rock is Your Friend, que se ha convertido en un clásico de las compilaciones de punk rock, la cual lleva cuatro entregas de esta serie de discos.

## Compañías filiales
Kung Fu Films es la principal subdivisión de Kung Fu Records fundada en el año 2000 por Escalante y cuya actividad es realizar DVD y vídeos musicales, destacando las series de DVD The Show Must Go Off!, donde bandas como Alkaline Trio, Guttermouth, Reel Big Fish, the Circle Jerks y The Bouncing Souls han prestado sus conciertos a Kung Fu Films. También han lanzado películas independientes como That Darn Punk, en la que aparece el propio Escalante y una serie de televisión por internet llamada Fear of a Punk Planet, que ha salido también en DVD.
En 2005, Kung Fu lanzó la spin-off Broken Sounds Records, con el objetivo de reunir sus bandas de hardcore punk. Sin embargo, sólo ha lanzado un álbum mediante este sello, Rage of Discipline, de la banda Righteous Jams.

## Grupos

### Actualmente
- Audio Karate
- The God Awfuls
- Sweet and Tender Hooligans
- Useless ID
- The Vandals
- Versus the World

### En el pasado
- Antifreeze
- Apocalypse Hoboken
- Assorted Jelly Beans
- The Ataris
- Bigwig
- Josh Freese
- Kenneth Keith Kallenbach
- Longfellow
- Ozma
- Mi6
- Tsunami Bomb
- Underminded

### Grupos de un solo lanzamiento
- blink-182
- MxPx
- The Chinkees